# 国富中村古墳
国富中村古墳（くにどみなかむらこふん）は島根県出雲市に所在する古墳。中村古墳群に所属する古墳時代後期の円墳で、未盗掘の横穴式石室として注目される。2013年（平成25年）3月27日に国の史跡に指定された。

## 概要
国富中村古墳は島根県出雲市に所在する直径約30メートルの円墳である。古墳時代後期の6世紀末から7世紀初頭に造られた。1925年（大正14年）にはすでに知られていたが、2002年（平成14年）から始まった全3次の発掘調査によってその全容が判明した。調査によって葬送儀礼が詳細に確認され、「再生阻止儀礼」と呼ばれる当時の死生観にもとづく儀礼がおこなわれたと考察されている。
貴重な未盗掘古墳であり、2013年（平成25年）には国の史跡に指定された。

## 遺構

### 墳丘
河川からの土石流と人為的な破壊によって墳形はほとんどわからなくなっている。しかし古墳の中心とみられる玄室中央から墳端まで約15メートルであることから、直径約30メートルの円墳が復元される。盛り土には1次墳丘と2次墳丘が存在し、墳丘の高さは4.5メートル以上と考えられる。葺石は無い。

### 埋葬施設
国富中村古墳は玄室、前室、羨道からなる全長9.3メートル以上の横穴式石室を有する。石室は南西方向に開口しているが、これは平野ではなく山地側を向いている点で特異である。石室の石材は近隣で産出する砂岩である。
玄室は長さ約3.3メートル、幅約1.9メートル、高さ約2メートルの長方形を呈する。奥壁の石の積み方は上塩冶築山古墳と共通する「切り組み積み」で、側壁とともに丁寧に加工された石が3段に積まれている。天井石は2枚の割石を架けている。玄門は両壁から袖石が飛び出した「両袖式」で、袖石の上に直接まぐさ石が乗る。床面には複数地点で採取された玉砂利が敷き詰められている。玄室の石棺は長辺約2.1メートル、短辺約0.9メートル、高さ約1.9メートルの横口式の組合せ式家形石棺である。石棺は凝灰岩製で、これは近隣で採れないので特別に用意されたものであるとされる。発見時には蓋石が4片に割れていくつかの破片が裏向きになっていたが、これは人為的に割られ反転されたものと考えられる。
前室は玄室よりやや狭く、長さ約2.5メートル、幅約1.5-1.2メートル、高さ約1.8メートルの奥が広い台形を呈する。側壁は5-8段積みで玄室と異なる石積みの手法がとられているが、玄室の方が石材加工の精度が高い。天井には3枚の割石を架ける。玄門部、床の玉砂利などは玄室と同様である。前室の石棺は長辺約2.05メートル、短辺約0.9-0.7メートル、長辺の側石の高さ約30センチメートル、短辺の側石の高さ約45センチメートルの組合せ式箱形石棺である。石材は石室と同じ砂岩で、蓋石は無い。
羨道はほぼ閉塞石で埋まっているが、長さ約1.4メートル、幅約1.2-1.05メートル、高さ約1.55メートルの台形を呈すると想定される。側壁は薄い石による6段組で、天井には2枚の割石を架ける。羨道でも玉砂利が確認される。

## 遺物

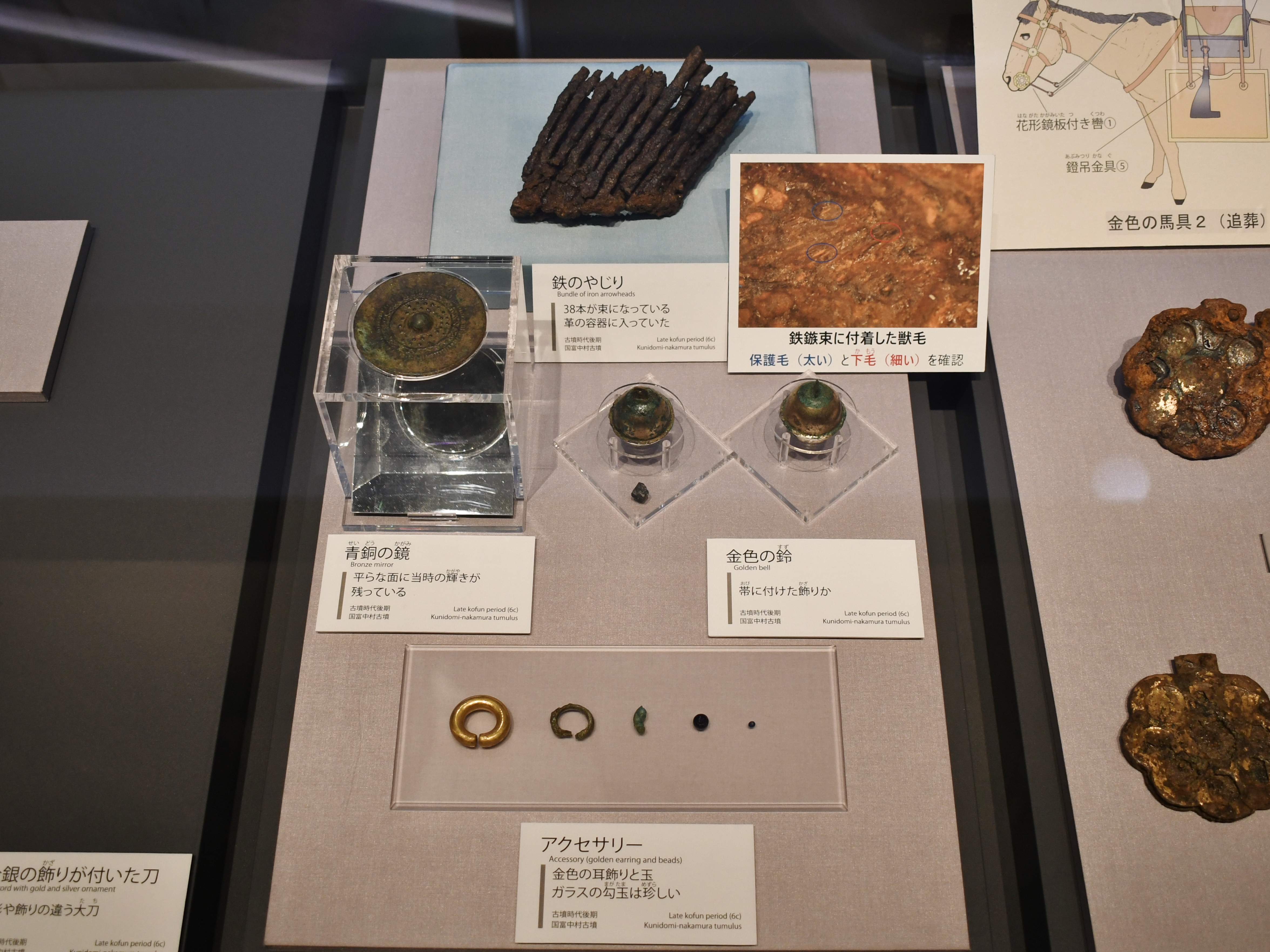
珠文鏡・装身具・鉄鏃出雲弥生の森博物館展示（他画像も同様）。

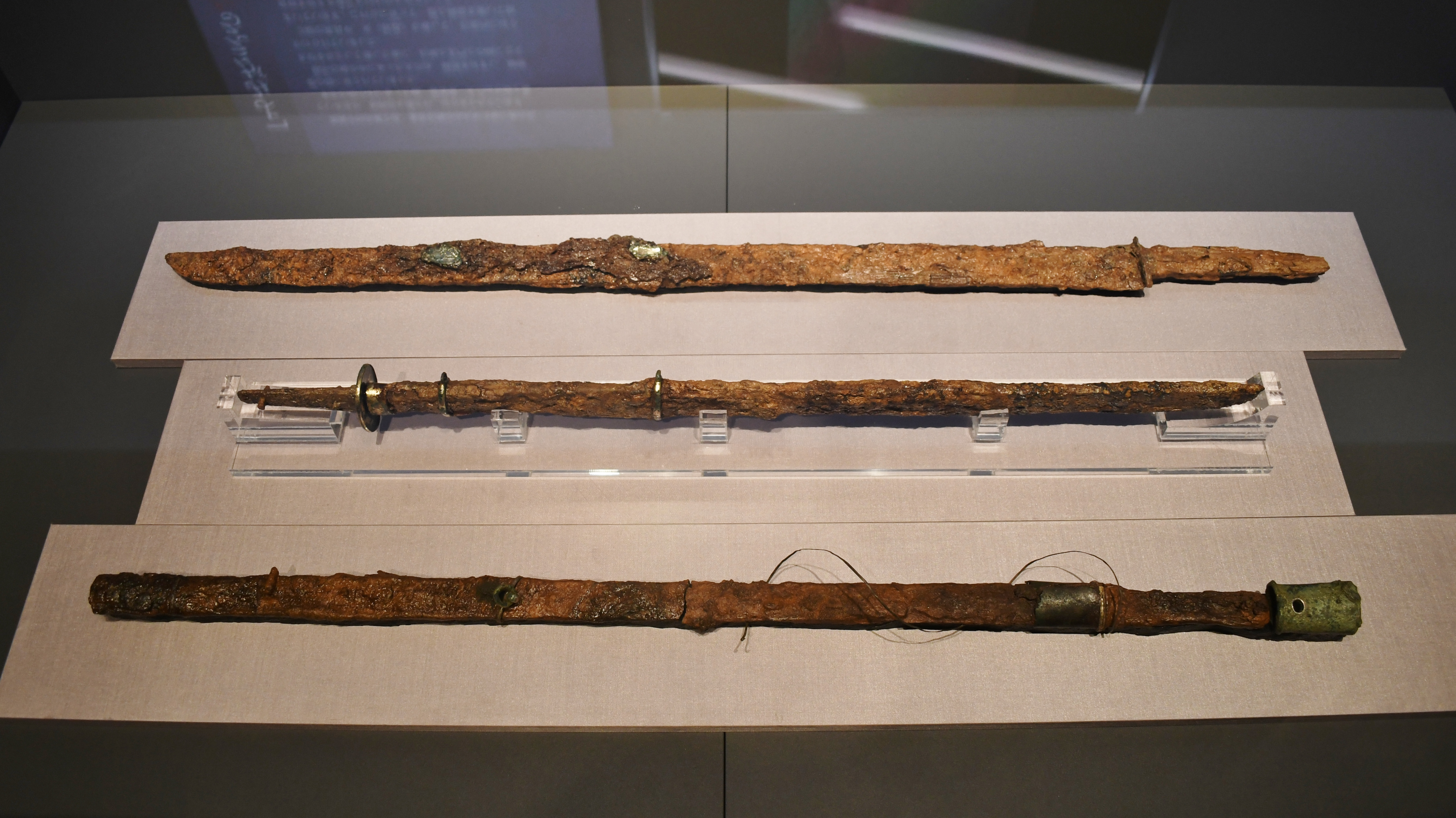
大刀

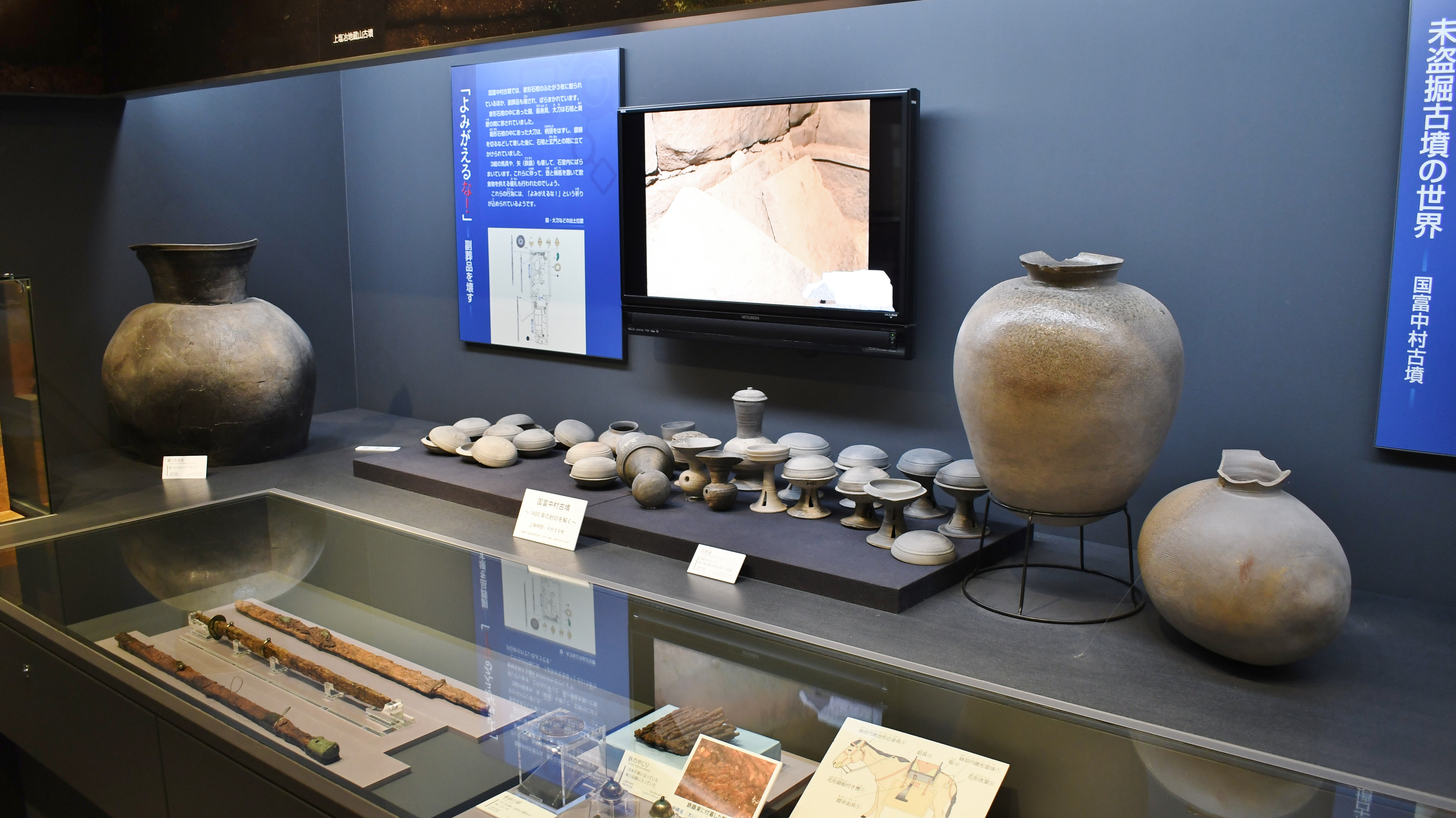
須恵器

### 珠文鏡
玄室中で出土しており、当初は玄室石棺内にあったと目される。直径は約7.6センチメートルの青銅鏡で、日本列島で製作されたと考えられる。

### 装身具
玄室では耳環（金環）とガラス勾玉、ガラス小玉、4点の金銅製の鈴が、前室では耳環（銀環）が、羨道ではガラス丸玉がそれぞれ出土している（鈴以外は1点ずつ）。耳環はいずれも銅芯に薄板張りで、金環は長径3.41×短径3.11センチメートルの楕円形、銀環は腐食しているが現状では2.3×2.4センチメートルのほぼ円形を呈する。勾玉は緑色、丸玉と小玉は紺色のガラス製。鈴は4点ともほぼ同形同大で、直径約4センチメートル、高さ約5センチメートル。

### 大刀
玄室で2本、うち1本は立て掛けられた状態で出土した。前室では1本が立て掛けられた状態で出土した。いずれも壊れた状態で立て掛けられ、あるいは置かれたものと考えられる。玄室に立て掛けられていたものは刀身全長96.9センチメートルの倭装の装飾付大刀である。玄室に置かれていたものは刀身全長74.9センチメートルの金銅装大刀である。前室に立て掛けられていたものは刀身全長77.1センチメートルの圭頭大刀である。

### 刀子
前室で3点が出土しているが、当初はどちらかの石棺内にあったものが移動したものとされた。

### 鉄鏃
合計60点が出土した。胡籙に入った状態で置かれたもの（あ群）、矢柄がある状態で置かれ、矢柄が毀損されたもの（い群）、毀損後にばらまかれたもの（う群）の3群が存在する。あ群・い群は玄室奥壁付近、う群は玄門付近で出土した。群ごとに形や規格にも違いが存在する。

### 馬具
鞍の金具3組、鐙吊金具と鉸具2組、轡3組、杏葉2組、辻金具2組、雲珠2点、鉸具1点+、飾金具12点が出土した。馬具も3群に分けられ（あ-う群）、あ群が玄室に、い群・う群が前室で出土している。馬具も毀損を受けている。

### 土器
須恵器の蓋坏、𤭯、高坏、横瓶などが玄室奥壁から前室玄門まで出土しているが、奥壁沿いで出土したもののみが副葬当初の状態を残している可能性がある。墳丘トレンチや閉塞部でも出雲型子持壺と甕出雲型子持壺と甕が出土している。また墳丘トレンチと閉塞部の調査で円筒埴輪が出土しているが、いずれも小片で詳細は不明である。その他、墳丘トレンチと閉塞部から古墳に伴わない時期（あるいは時期不明）の土器として弥生土器、土師器、須恵器、陶器、青磁が出土している。

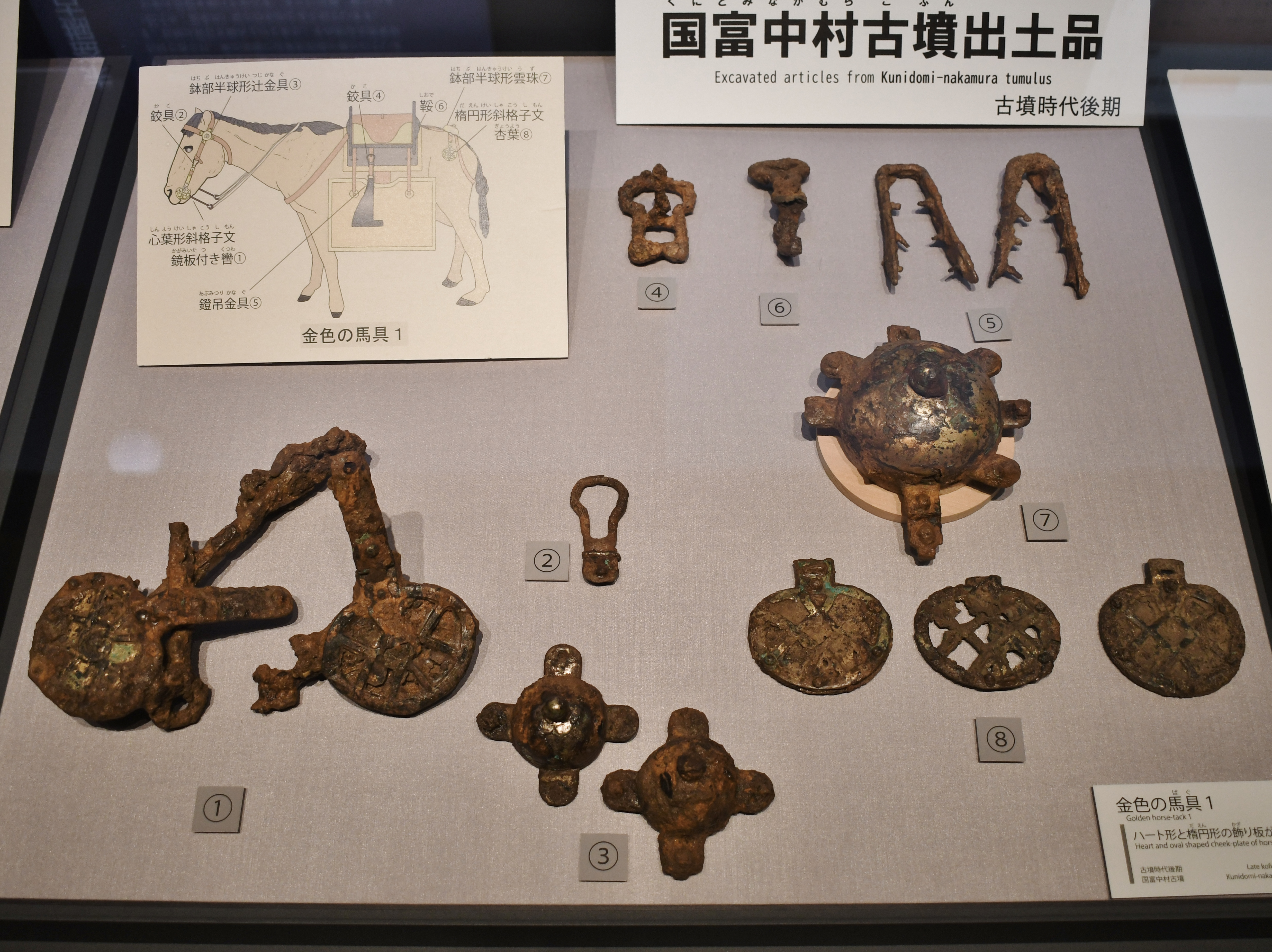
馬具
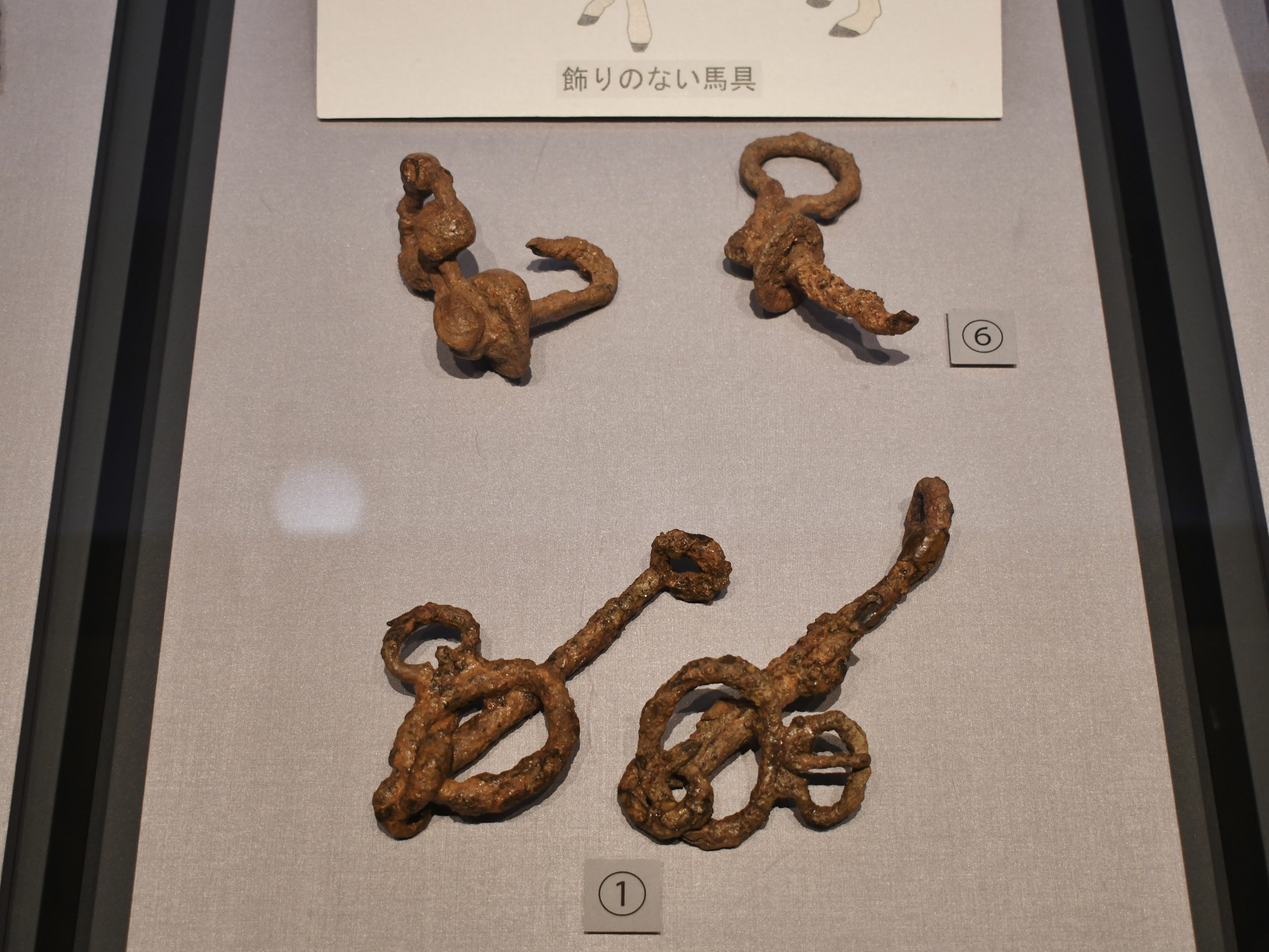
馬具
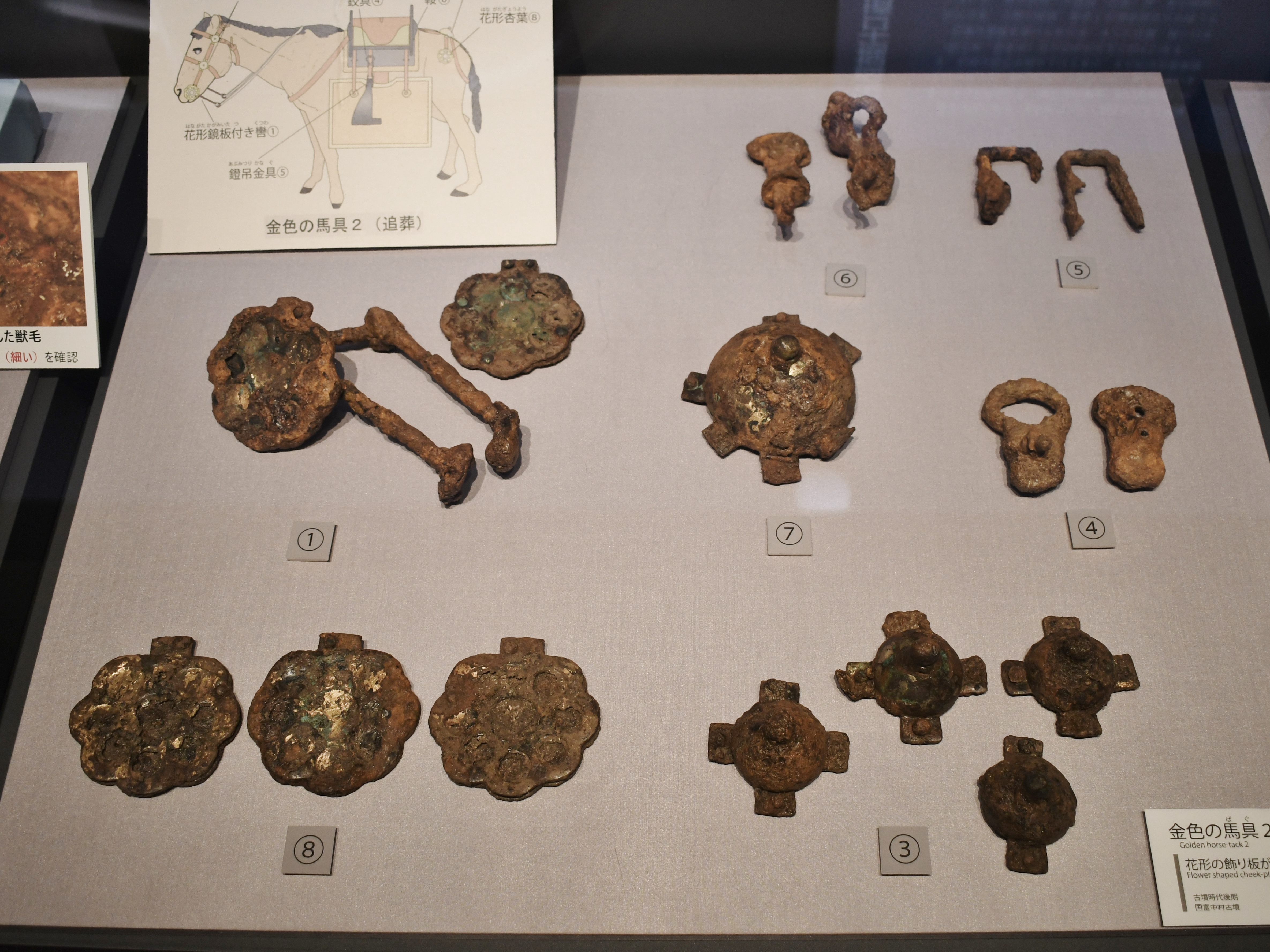
馬具
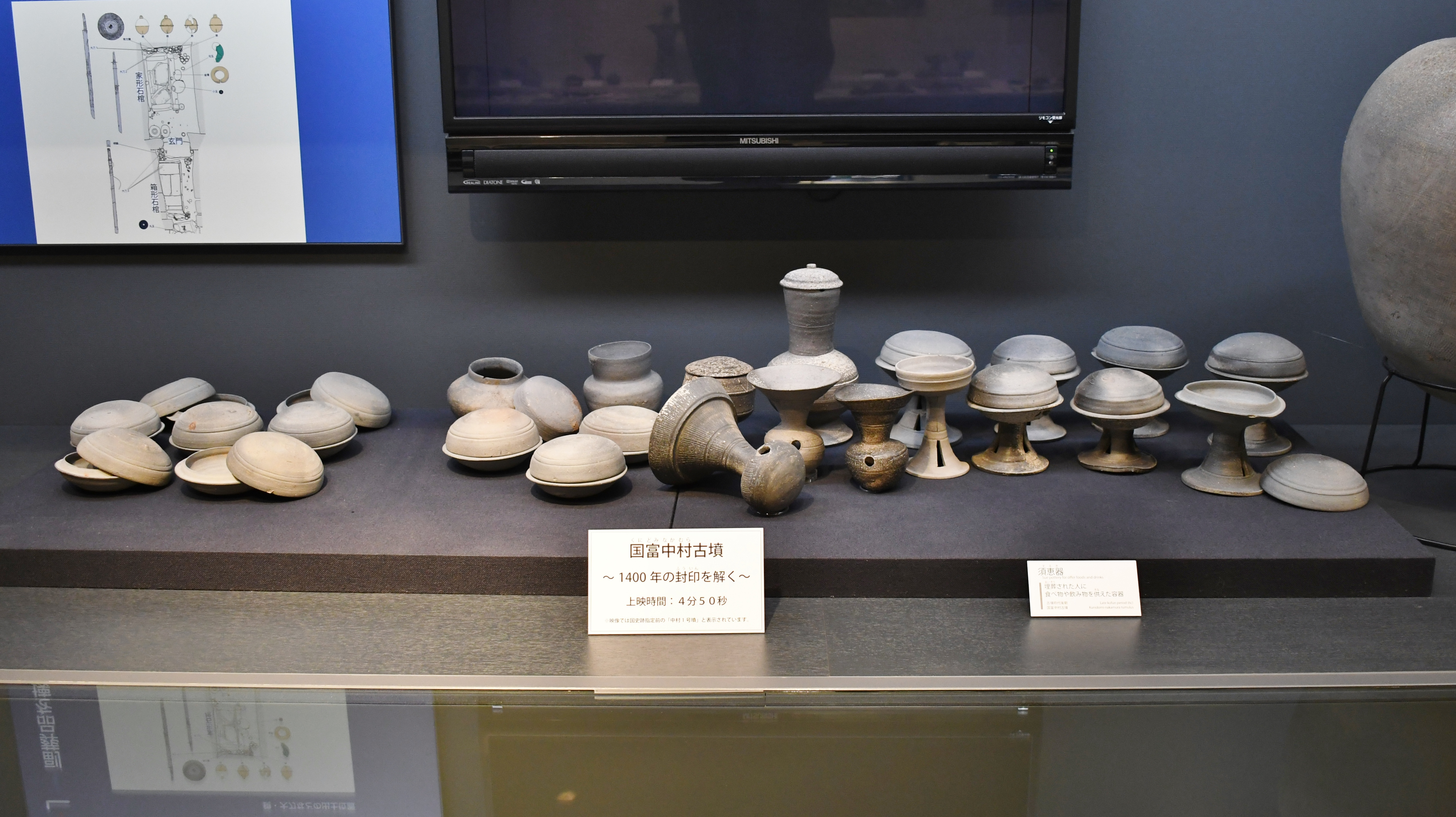
坏・高坏
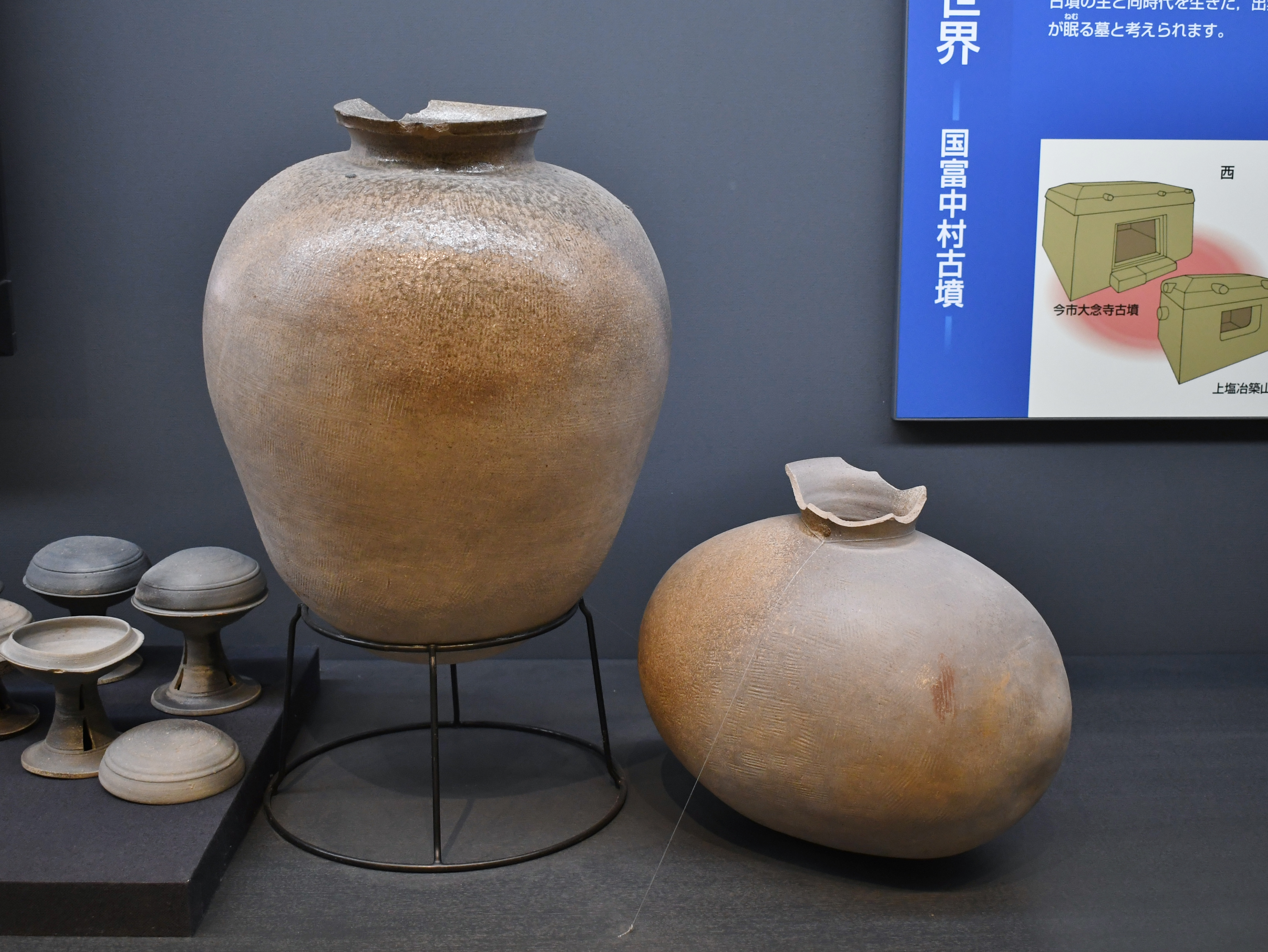
甕・横瓶
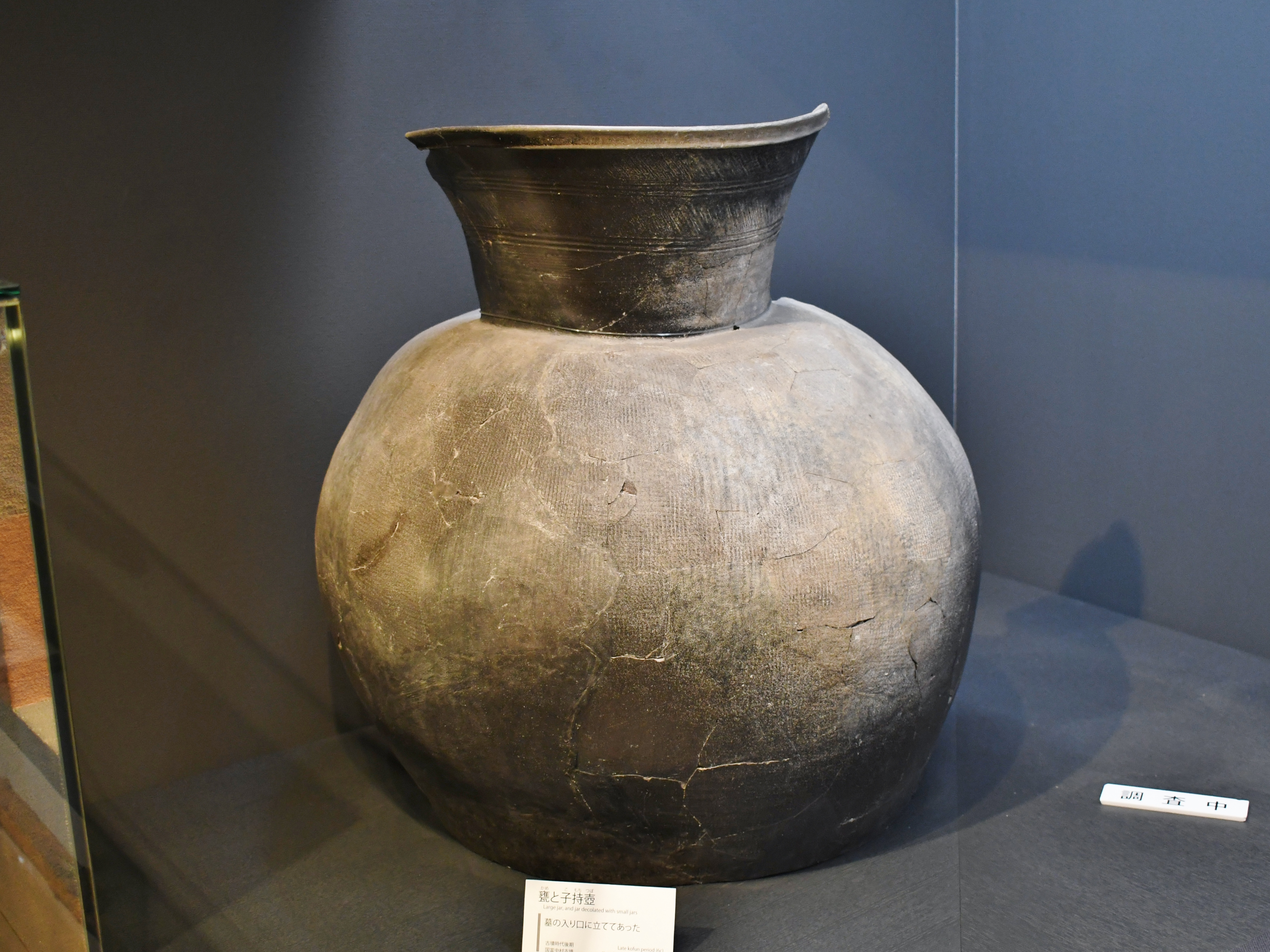
甕

## 再生阻止儀礼
国富中村古墳では、初葬者が玄室の石棺に埋葬されたあと、一定期間が経過してから「玄室進入1」として鉄鏃・馬具の散布と装身具の石棺外への再配置、鏡・鈴・須恵器・大刀装具の再配置（、遺体の移動・集骨）などがおこなわれた。さらに玄室内に土砂が堆積したあと、「玄室進入2」として大刀を立て掛け、石棺の蓋を破壊・反転するなどしている。前室では追葬者が埋葬されたあと、一定期間経過後に「前室進入1」として大刀の立て掛け、鉄鏃・馬具の散布（、遺体の移動・集骨）がおこなわれた。前室でもやはり土砂の堆積後に「前室進入2」として大刀柄頭・馬具の再配置がおこなわれている。「進入1」と「進入2」は前室と玄室で同時に実施された可能性が高く、したがって玄室への初葬→前室への追葬→「進入1」→「進入2」の儀礼行為の順序が復元される。「進入」の際におこなわれた遺体の毀損、副葬品の毀損・再配置、石棺の破壊は再生阻止儀礼と呼ばれる行為であると捉えられた。
弥生時代から古墳時代の死生観として、再生希求と再生阻止という矛盾する考えが共存していたといわれている。早くには鏡山猛は北部九州の甕棺葬の各所に「屍体恐怖の観念」が働いている可能性を指摘し、金関丈夫は山口県土井ヶ浜遺跡の頭骨を破砕された人骨について「死人の再起への恐怖」によるものと推定している。再生阻止の思想についてさらに考察を深めたのは田中良之である。田中は『古事記』などに記される黄泉国神話を考古学的に実証することを試み、大分県上ノ原横穴墓群の事例から埋葬から数年たった後に横穴を再開口して飲食物を供献し（ヨモツヘグイ）、遺体の下肢骨などの二次的移動によって死者の歩行機能を停止する（コトドワタシ）ことで被葬者の「死の認定」が完了したと考察した。
国富中村古墳でも、黄泉国神話に反映されている死生観のもとで上記のような遺体・副葬品・石棺の毀損儀礼がおこなわれたと推定され、とくに石棺蓋の破壊は特異な事例と指摘された。このような儀礼は国富中村古墳に特殊なものではなく、九州から関東まで各地で確認されているが、近隣地域での類例として島根県奥出雲町殿ヶ迫1-2号横穴墓での遺体毀損、同県安来市高広Ⅳ区1号横穴墓での大刀破壊、同県西ノ島町黒木山5号横穴墓での木棺破壊などが挙げられる。

## 調査歴
国富中村古墳は遅くとも大正時代にはすでに存在が知られており、1925年（大正14年）の『島根県史』に「国富村大字国富字中村」古墳の存在が報告されている。
その後は調査などされずにいたが、2002年（平成14年）の砂防工事中に横穴式石室が不時発見されることとなる。同年5月14日に中村1号墳と命名された。現地観察によって未盗掘古墳の可能性が高く、石室規模が大きいため本古墳が重要な資料となり得ること、また玄室・前室で大刀などが確認されたが石室の開口によりこれら遺物の腐食する恐れがあることなどが判明し、国庫補助事業により調査をおこなうこととなった。2002年（平成14年）度の1次調査、2003年（平成15年）度の2次調査では、墳丘のトレンチで須恵器、土師器、石室内の調査で玄室副葬品の須恵器、大刀、前室副葬品の銀装大刀が検出され、本古墳が円墳であること、西側に開口する複室の横穴式石室であることが判明した。
その後、先述の工事の影響で墳丘や石室の保護をおこなう必要が出てきていたため、2006年（平成18年）から2012年（平成24年）にかけて3次調査が実施された。3次調査では墳丘のトレンチで須恵器、円筒埴輪などが、そして石室内で各種副葬品が出土した（→#遺物）。3次調査の成果により、古墳の時期は古墳時代後期の6世紀末から7世紀初頭ごろに、墳丘の規模は直径約30メートル、周溝を含めた規模は直径約42メートルにそれぞれ改められた。
2013年（平成25年）3月27日に国史跡に指定される。この際に遺跡名称を「国富中村古墳」に改称している。

## 指定文化財

### 史跡
- 国富中村古墳 - 2013年（平成25年）3月27日指定[47][48]

指定基準：一．貝塚、集落跡、古墳その他この類の遺跡